# Mesosemia grandis
Mesosemia grandis is een vlindersoort uit de familie van de prachtvlinders (Riodinidae), onderfamilie Riodininae.
Mesosemia grandis werd in 1874 beschreven door H. Druce.